# Villány
Villány (em croata:   Viljan, Biljan, Vilanje; em alemão:   Willand, Wieland; em sérvio:   Виљан) é uma cidade da Hungria, situada no condado de Baranya. Tem 22,02 km² de área e sua população em 2019 foi estimada em 2.282 habitantes.